# Schineni
Schineni è un comune della Moldavia situato nel distretto di Soroca di 1.550 abitanti al censimento del 2004.

## Località
Il comune è formato dall'insieme delle seguenti località (popolazione 2004):
- Schineni (1.509 abitanti)
- Schinenii Noi (41 abitanti)